# Lingua venda
La lingua venda (nome nativo tshiVenḓa o chiVenḓa) è una lingua bantu parlata in Sudafrica e Zimbabwe.

## Distribuzione geografica
Secondo i dati del censimento sudafricano del 2011, i locutori L1 sono 1.209.388, pari al 2,4% della popolazione, concentrati in prevalenza nella provincia del Limpopo, dove la lingua è parlata dal 16,7% degli abitanti.
La lingua è parlata anche in Zimbabwe; le stime dei locutori in tale paese variano da 84.000 (dato del 1989) a 150.000.

### Lingua ufficiale
Il venda è una delle undici lingue ufficiali del Sudafrica e una delle 16 dello Zimbabwe.

### Dialetti e lingue derivate
Vengono identificati numerosi dialetti: phani, tavha-tsindi, ilafuri, manda, guvhu, mbedzi, lembetu.

## Classificazione
La lingua viene compresa nel gruppo S nella classificazione di Guthrie delle lingue bantu, insieme ad altre importanti lingue sudafricane come lo zulu, il xhosa, il tswana, il sotho del nord e del sud. 
Secondo Ethnologue, la classificazione della lingua venda è la seguente:
- Lingue niger-kordofaniane
  - Lingue congo-atlantiche
    - Lingue volta-congo
      - Lingue benue-congo
        - Lingue bantoidi
          - Lingue bantoidi meridionali
            - Lingue bantu
              - Lingue bantu centrali
                - Lingue bantu S
                  - Lingua venda

## Fonologia
In venda, a differenza che in altre lingue sudafricane (xhosa, zulu, ndebele del sud), non sono presenti consonanti clic.
|             |             | Bilabiale | Bilabiale | Bilabiale | Labiodentale | Dentale | Alveolare | Alveolare | Alveolare | Postalveolare | Palatiale | Velare | Velare | Glottidale |
| plain       | pal.        | lab.      | plain     | lab.      | Labiodentale | Dentale | pal.      | plain     | lab.      | Postalveolare | Palatiale |        |        | Glottidale |
| ----------- | ----------- | --------- | --------- | --------- | ------------ | ------- | --------- | --------- | --------- | ------------- | --------- | ------ | ------ | ---------- |
| Stop        | ejective    | p         | pʲʼ       | pʷʼ       |              | ṱ       | t         |           | ty        |               |           | k      |        |            |
| Stop        | aspirated   | ph        | pʲʰ       | pʷʰ       |              | ṱh      | th        |           |           |               |           | kh     |        |            |
| Stop        | voiced      | b         | [bw]      | bw        |              | ḓ       | d         |           | dy        |               |           | ɡ      |        |            |
| Nasale      | Nasale      | m         | mʲ        |           | (ɱ)          | ṋ       | n         |           |           |               | ny        | ṅ      | ṅw     |            |
| Laterale    | Laterale    |           |           |           |              | ḽ       | (l)       |           |           |               |           |        |        |            |
| Affricata   | ejective    |           |           |           | pf           |         | ts        | tsw       |           | t-sh          |           |        |        |            |
| Affricata   | aspirated   |           |           |           | pfh          |         | ts-h      | tswh      |           | tsh           |           |        |        |            |
| Affricata   | voiced      |           |           |           | bv           |         | dz        | dzw       |           | dzh           |           |        |        |            |
| Fricativa   | voiceless   | fh        |           |           | f            |         | s         | sw        |           | sh            |           | x      |        | h          |
| Fricativa   | voiced      | vh        |           |           | v            |         | z         | zw        |           | zh            |           |        |        |            |
| Rhotic      | voiced      |           |           |           |              |         | r         |           |           |               |           |        |        |            |
| Rhotic      | flap        |           |           |           |              |         | ɺ         |           |           |               |           |        |        |            |
| Approximant | Approximant |           |           |           |              |         |           |           |           |               | y         |        | w      |            |

### Vocali
La lingua venda ha 5 suoni vocalici
|          | Anteriore | Posteriore |
| -------- | --------- | ---------- |
| Chiusa   | i         | u          |
| Centrale | ɜ         | ɔ          |
| Aperta   | a         | a          |

## Sistema di scrittura
La lingua venda viene scritta utilizzando un alfabeto latino, modificato con l'aggiunta di alcuni caratteri con diacritici per rendere alcuni suoni dentali (ḓ, ḽ, ṋ, ṱ) e la velare ṅ. Le lettere c, j e q sono normalmente presenti solo in alcuni termini di origine straniera. 
| A a | B b | (C c) | D d | Ḓ ḓ   | E e | F f | G g |  |
| H h | I i | (J j) | K k | L l   | Ḽ ḽ | M m | N n |  |
| Ṋ ṋ | Ṅ ṅ | O o   | P p | (Q q) | R r | S s | T t |  |
| Ṱ ṱ | U u | V v   | W w | X x   | Y y | Z z |     |  |